# ورستو
ورستو (به لاتین: Varstu) یک سکونتگاه مسکونی در استونی است که در ورستو پاریش واقع شده‌است.